# Mark Chiarello
Pour les articles homonymes, voir Chiarello.
Mark Chiarello est un dessinateur de bande dessinée et directeur éditorial américain travaillant pour l'industrie du comic book.

## Prix et récompenses
- 1994 : Prix du comic book de la National Cartoonists Society
- 1997 : Prix Eisner de la meilleure anthologie pour Batman : D'ombre et de lumière (avec Scott Peterson)
- 1998 : Prix Harvey du meilleur album reprenant des travaux auparavant publiés pour Batman : Black & White Collected (avec Scott Peterson et Georg Brewer)
- 2003 : Prix Eisner du meilleur recueil pour Batman : D'ombre et de lumière vol. 2 (avec Nick J. Napolitano)
- 2006 : Prix Harvey de la meilleure anthologie pour Solo
- 2011 : 
  - Prix Eisner du meilleur recueil pour Wednesday Comics
  - Prix Harvey de la meilleure anthologie pour Wednesday Comics